# 3098 van Sprang
3098 van Sprang este un asteroid din centura principală, descoperit pe 24 septembrie 1960 de PLS.